# D.B. Cooper
Dan Cooper (eller "D. B. Cooper", som han ved en fejl blev kaldt til at starte med) var det navn en ukendt mand optrådte under, da han den 24. november 1971 kaprede et fly. D. B. Cooper fik mødt alle sine krav og lykkedes med stikke af med udbyttet, uden nogen kom til skade. Man har aldrig kunnet spore forbryderen.

## Kapringens fremgangsmåde
Dan Cooper steg på en Boeing 727 i Portland, som skulle flyve til Seattle. Om bord på flyet gav Dan Cooper stewardessen en seddel. Stewardessen valgte at putte den i lommen, idet hun troede, at Dan Cooper ville give hende en personlig meddelelse. Da Dan Cooper så, at hun tog sedlen i lommen, sagde han, at hun skulle læse sedlen med det samme. På sedlen stod, at Dan Cooper havde en bombe, og at han krævede 200.000 dollars for ikke at udløse den. Samtidig krævede han fire faldskærme.
Flyet landede, og Dan Coopers krav var blevet mødt, lettede flyet atter. Dan Cooper gav nu piloten besked på at flyve lavt. Han sprang ud med pengene et sted uden for byen Ariel, Washington. Grunden til, at han havde bedt om fire faldskærme, var antagelig, at politiet derfor ville tro, at han ville tage gidsler. På den måde var han sikker på, at politiet ikke ville sabotere hans faldskærm.
Man satte da en efterforskning i gang. Ingen fandt imidlertid Dan Cooper. Mange mener, at han nu lever et liv i luksus. Politiet offentliggjorde, at der ville blive en dusør til enhver som kunne fremvise en af de 10.000 sedler, Dan Cooper fik med sig, men der kom ingen vidner frem.
Siden D. B. Coopers kapring er flytypen Boeing 727 blevet lavet om, så man ikke længere blot kan springe ud med faldskærm.
I dag afholdes der hvert år en Dan Cooper-festival i Ariel.

## Mistænkte
En mand ved navn Richard McCoy Jr. kaprede fire måneder efter, den 7. april 1972, et fly af samme type i Denver. Han gav stewardessen de samme instruktioner. Af den grund blev han straks mistænkt for også at have kapret flyet den 24. november 1971. To dage efter kapringen anholdt man McCoy. Man fandt i hans hus en taske med 499.970 dollars. McCoy påstod hele tiden, at han var uskyldig. Han blev imidlertid kendt skyldig og blev dømt til at sidde i fængsel i 45 år.
Han flygtede imidlertid i 1974 ved at stjæle en skraldevogn og køre den ind i fængslets hovedport. Det tog 90 dage for FBI at lokalisere McCoy i Virginia. Da han skød efter FBI-agenterne, skød agent Nicholas O'Hara efter McCoy, og dræbte ham herved.
En anden mand er blevet mistænkt. Hans navn var Duane Weber. I 2000 offentliggjorde U.S. News and World Report, at en enke ved navn Jo Weber tidligere havde fået fortalt af sin mand (død 1995), at han var Dan Cooper. Dette gjorde hende både nervøs og nysgerrig. Hun begyndte herpå at studere sin afdøde mands fortid.
Duane Weber var soldat under 2. verdenskrig, og havde senere siddet i fængsel nær lufthavnen i Portland. Jo Weber kunne fortælle, at hun en nat havde overhørt sin mand, da han havde mareridt og talte i søvne. Han sagde noget om at springe ud fra et fly. Senere havde hun fundet en gammel flybillet i Duane Webers jakke. På billetten stod der SEA-TAC. Dette betyder Seattle-Tacoma. Samtidig led Duane Weber af smerter i sit knæ. Han havde sagt til sin kone, at det skyldtes et spring fra et fly, han engang havde udført.